# چاپایفسکی
چاپایفسکی (انگلیسی: Chapayevsky) یک شهرک در بخش گرایفسکی استان بلگورود کشور روسیه است.